# Camino Natural Vía Verde Montes de Hierro
El Camino Natural Vía Verde Montes de Hierro es un itinerario perteneciente a la Red de Caminos Naturales de España, un proyecto desarrollado por el Ministerio de Agricultura, Pesca y Alimentación (MAPA), que se encarga de la recuperación de antiguas infraestructuras relacionadas con el transporte y la comunicación, que actualmente se encuentran en desuso o en estado de abandono, para su uso senderista y ciclista.
Los itinerarios que forman parte del camino natural, aprovechan parte del recorrido de dos líneas de ferrocarril de vocación minera: la línea de Castro Urdiales a Traslaviña, y la línea de Sestao a Galdames.

## Localización
El Camino Natural Vía Verde Montes de Hierro, burdinmendi en euskera, transcurre por la comarca de Las Encartaciones, enkarterriak, un territorio rico en hierro y otros minerales. Enclavado en la franja sur de la provincia de Vizcaya, limítrofe con Álava, Cantabria y Castilla y León.
Este recorrido se inicia en el municipio de Galdames, y continúa por la plataforma del antiguo ferrocarril que transcurría entre Traslaviña, en el sur de Vizcaya, y Castro Urdiales, atravesando históricos valles mineros del País Vasco.

## Historia
La ruta ferroviaria de las líneas rehabilitadas, fueron creadas y explotadas en el siglo XIX, para dar servicio a las empresas mineras que se establecieron en la región. Su vida útil terminó durante las décadas de 1960 y 1970, y, tras años de abandono, se comenzaron a rehabilitar en 2006 para su uso recreativo.
El objetivo principal de ambas líneas era el transporte de hierro de las minas de los valles de Las Encartaciones, hasta los cargaderos costeros, Castro-Urdiales y Sestao. La difícil orografía de estos territorios hizo necesaria la construcción de numerosos túneles y puentes, muchos de ellos habilitados para el Camino Natural.

## Descripción por tramos

### Tramos habilitados
El Camino Natural Montes de Hierro consta dos tramos:

#### Tramo Atxurriaga a Gallarta
Comienza en Galdames, pasado el polígono industrial Atxurriaga, en la antigua estación de ferrocarril de “La Aceña", aledaña al túnel de Villegas. En su primer tramo discurre entre robles, avellanos y sauces por una pista de grava. Tras pasar el primer túnel, el de Malpeña, continúa hasta una zona de eucaliptos cercana a una casa.
El Camino sigue por una pista durante unos metros hasta llegar a unas viviendas, donde se cruza con la ruta GR-281. Después de girar a la derecha, se une a la carretera asfaltada por la que prosigue de nuevo hacia la derecha, hasta llega de nuevo a un cruce. La ruta continúa de frente, retomando la pista de grava entre pinos, robles, avellanos, sauces, y un gran eucaliptal. Después de dos kilómetros entre árboles, el firme del camino pasa a ser hormigonado, y nos encontramos con una pequeña fuente de agua potable, desde donde se coge la carretera que va a Muskiz.
La ruta cruza la carretera por una vía asfaltada y llega, al túnel del Sobaco, donde nos encontramos con una fuente de agua potable a su salida. Una vez sobrepasado este punto, el sendero continúa por el arcén pintado de rojo de la carretera que conduce al valle.
Se sigue dirección este, pasando un claro y la refinería de Somorrostro, y continua por el camino asfaltado hasta encontrar el área recreativa de Los Castaños, en el municipio de Abanto-Zierbena.
Tras pasar por otro túnel y llegar a la carretera general, donde prosigue por el arcén, se llega al pueblo de Gallarta, donde este Camino Natural finaliza bajo unos chopos junto a un área de descanso.

#### Tramo Galdames a Sopuerta
Este recorrido comienza junto al polígono de La Aceña en Galdames y transcurre en su mayor parte de recorrido por el trazado de un ferrocarril, desde el mismo punto en el que se puede comenzar el tramo de Atxuriaga a Gallarta.
Bordeando el polígono, la ruta comienza por un tramo de acera que da acceso al polígono, y tras pasar la balaustrada de madera, se adentra en la vegetación y se aleja de la actividad industrial, pasando por un paso subterráneo que salva la carretera BI-3632.
Al salir del paso, se da a una pista donde al poco tiempo se cruzará el vado de un riachuelo, que no es recomendable cruzar en caso de lluvias. Pasado este punto, el Camino se adentra en una zona de mayor cobertura vegetal donde destaca la presencia de robles, castaños, eucaliptos, helechos y hiedras.
Continuando por este tramo, se aprecia la tranquilidad de la zona, alejada de los ruidos de las poblaciones. Siguiendo el Camino se alcanza a un desvío, bajando por unas escaleras de madera, que da acceso al área recreativa de Aguas Juntas, situada junto al río Galdames y la carretera BI-3632, donde se puede disfrutar de un agradable descanso.
Desde éste área, se vuelve al camino por las escaleras, para seguir caminando entre una densa vegetación cerca del río Mercadillo. En esta zona, se puede disfrutar de especies como el cornejo, los alisos, los pinos y los orones. Para ello, se puede usar la pasarela sobre el río, que permitirá apreciar mejor el bosque de galería.
Al poco de cruzar la pasarela, se llega al barrio de Arenao, ya en Sopuerta, donde hay que cruzar una pasarela para atravesar la carretera BI-2701. Tras el puente, un banco para ofrecer un pequeño descanso y paneles informativos, sitúan al caminante. Cerca se encuentra la nueva estación depuradora de aguas residuales.
A continuación, se vuelve a la zona boscosa, plagada de hiedras decorando troncos de robles, castaños y avellanos. Y una vez se sale del bosque, el Camino se adentra en zonas de parcelarias de prados y huertas. Tras cruzar un túnel, llegamos a otra área de descanso donde hay señalizado un desvío en el que se encuentran, a unos 900 metros del Camino Natural, dos impresionantes antiguos hornos de calcinación para la obtención del hierro que se utilizaban en las minas.
Al cruzar el barrio, una nueva área de descanso a la salida de El Castaño, y tras algo más de 1 kilómetro, se llega al final del Camino Natural, en el barrio de El Hoyo.

## Otros datos de interés

### Museo de la Minería del País Vasco
En Gallarta, lugar de nacimiento de Dolores Ibárruri, la Pasionaria, se encuentra el Museo de la Minería del País Vasco, dedicado al estudio y difusión de la cultura y la historia de la minería vasca y de la cuenca minera de Vizcaya. También se puede observar la mina a cielo abierto situada a menor altitud de todo el Euskadi, Mina Concha, excavada bajo el pueblo original. Clausurada en 1993, fue la mayor explotación a cielo abierto de Vizcaya. También se encuentra allí el Centro de Interpretación del Parque Cultural y Ambiental de la Minería (Abanto-Zierbena), que permite acceder a una panorámica de la mina.

### Parque de Atxuriaga
El Parque de Atxuriaga se localiza en el concejo de Galdames, a dos minutos andando desde el principio de la ruta del Camino Natural. El nombre del barrio en el que se encuentra y del propio parque, provienen de la torre medieval que existió hasta principios de este siglo en los alrededores, pero ya desaparecida.
Esta área recreativa está ubicada sobre los que antes fueron la balsa y las minas Tardía y Berango. El parque cuenta con una gran variedad de vegetación entre las que destacan el roble americano, arce real, fresno, plantaciones de pino y eucalipto entre otros.
La zona, dispone de parking para vehículos motorizados, aparcamiento para las bicicletas, un pequeño bar, servicios destinados al uso público y un parque infantil. Además de bancos y mesas de madera y varias barbacoas para su uso público.

### Ferrería y Molino de El Pobal
En la carretera de Muskiz a Sopuerta, se encuentra el barrio de El Pobal. Construido a principios del siglo XVI, es la única muestra de ferrería y molino que ha llegado a nuestros días con buena parte de las instalaciones mecánicas (una rueda hidráulica, eje y martillo) y los edificios bien conservados en líneas generales.

### Museo de las Encartaciones
En Sopuerta, en el barrio de la Abellaneda, se encuentra el Museo de Las Encartaciones. Ubicado en el histórico edificio de la antigua Casa de Juntas de Abellaneda, era el lugar de reunión de los representantes encartados desde la Edad Media hasta principios del siglo XIX. Abandonado a principios del siglo XIX, el edificio se ha restaurado y acoge el Museo, que se compone de diez salas de exposición que recogen la evolución histórica de la comarca desde la Prehistoria hasta el siglo XIX. El acceso es gratuito.